# Brieuil-sur-Chizé
Brieuil-sur-Chizé ist eine französische Gemeinde mit 99 Einwohnern (Stand: 1. Januar 2022) im Département Deux-Sèvres in der Region Nouvelle-Aquitaine (vor 2016 Poitou-Charentes). Sie gehört zum Arrondissement Niort und zum Kanton Mignon-et-Boutonne. 

## Geographie
Brieuil-sur-Chizé liegt etwa 27 Kilometer südsüdöstlich von Niort. Umgeben wird Brieuil-sur-Chizé von den Nachbargemeinden Secondigné-sur-Belle im Norden und Nordosten, Séligné im Nordosten, Villefollet im Osten und Südosten, Villiers-sur-Chizé im Südosten und Süden sowie Chizé im Süden und Westen.

## Bevölkerungsentwicklung
| Jahr                       | 1962 | 1968 | 1975 | 1982 | 1990 | 1999 | 2006 | 2019 |
| Einwohner                  | 93   | 91   | 86   | 73   | 74   | 66   | 115  | 123  |
| Quellen: Cassini und INSEE |      |      |      |      |      |      |      |      |

## Sehenswürdigkeiten
- Schloss Parsay

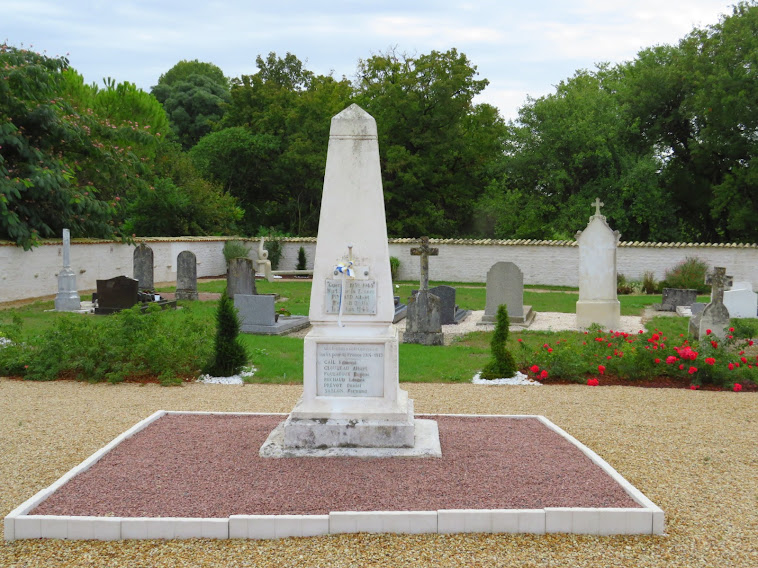
Gefallenendenkmal